# Erich Raith
Erich Raith (* 1954) ist ein österreichischer Architekt.
Raith studierte von 1973 bis 1982 Architektur an der Technischen Universität Wien und ist seit 1989 freischaffender Architekt in Wien und Mitglied des Vereins Landluft – Verein zur Förderung der Baukultur in ländlichen Räumen.

## Lehrtätigkeit
- 1991: Universitätsassistent an der TU Wien
- 1993: Lehrbeauftragter für Stadtmorphologie
- 1999: Vorstand des Instituts für Städtebau und Raumplanung[1]

## Publikationen
- Zur Morphologie der Gartenvorstädte – Allgemeines. Wiener Beispiele. Die Siedlungsprojekte Karl Schartelmüllers. Dissertation. Technische Universität Wien, Wien 1996.[2]
- Stadtmorphologie: Annäherungen, Umsetzungen, Aussichten, Habil., Springer Verlag, Wien 2000, ISBN 3-211-83489-3.
- M. Enriquez-Reinberg (Hrsg.): MEXICO – Excurción a travez del Tiempo y al Espacio – Exkursion durch Zeit und Raum, Institut für Städtebau, Landschaftsarchitektur und Entwerfen, Eigenverlag, Wien 2004.
- Lernen von Allentsteig. Konfrontationen mit einer anderen Stadt, Aufsatzsammlung, Springer Verlag, Wien 2004, ISBN 3-211-20427-X.
- TUSCANIA – strade per la gente – Hommage an Bernard Rudofsky, Institut für Städtebau, Landschaftsarchitektur und Entwerfen, Eigenverlag, Wien 2005.
- mit M. El Khafif (Hrsg.): Starke Typen II – Eu Sokrates Programm – Internationaler Workshop zum Thema Innovatives Wohnen in Europäischen Stadtregionen – Aufnahmen von Urbanität – Strasbourg 2006, Institut für Städtebau, Landschaftsarchitektur und Entwerfen, Eigenverlag, Wien 2006.

## Entwürfe und Realisierungen (Auswahl)
- 1989: mit Georg Reinberg, Martin Treberspurg: Wohnbau Kamillenweg in Wien[3]
- 1993–1996: mit Georg Reinberg, Martin Treberspurg: Wohnhausanlage Brünner Straße 190 in Wien[4]
- 1999: Platzgestaltung Höchstädtplatz in Wien[5]

## Audio (Auswahl)
- Bernhard Frodl, David Pasek: Zum Städtebau im Allgemeinen und zur Stadtmorphologie im Speziellen, Interview mit Erich Raith, a palaver, Architektur Sendung, Orange 94.0, 3. Mai 2004[6]

## Auszeichnungen
- 1993: Kulturpreis des Landes Oberösterreich für die Projektgemeinschaft Arkade Taubenmarkt